# Jüri Pootsmann

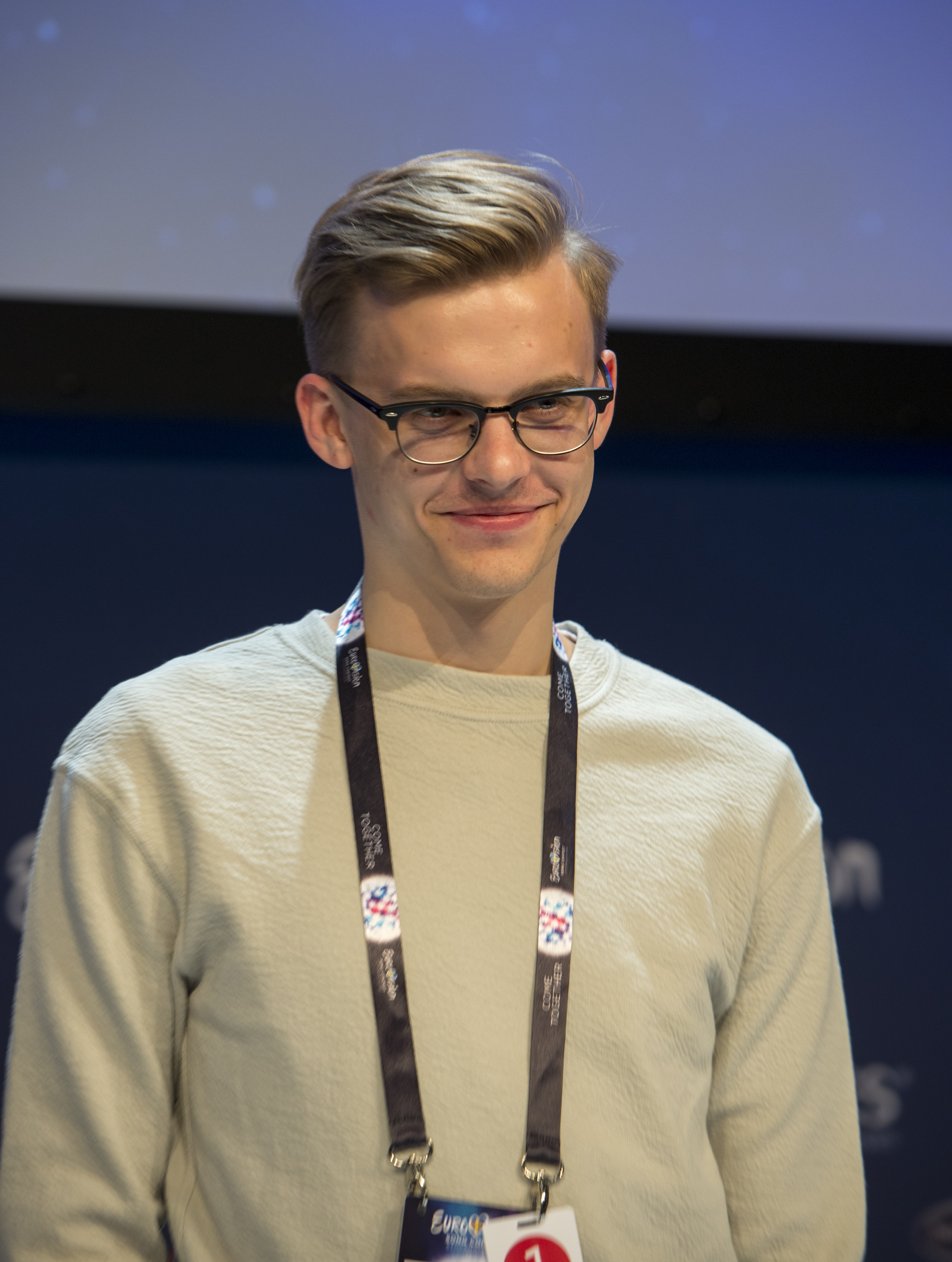
Jüri Pootsmann (2016)

Jüri Pootsmann (* 1. Juli 1994 in Raikküla) ist ein estnischer Sänger.

## Leben und Karriere
Jüri Pootsmann wurde am 1. Juli 1994 in Raikküla geboren.
Er gewann im Frühjahr 2015 die sechste Staffel der Castingshow Eesti otsib superstaari, Estlands Variante von Deutschland sucht den Superstar. Am 5. März 2016 gewann er mit dem Lied Play den Eesti Laul, den estnischen Vorentscheid für den Eurovision Song Contest. Er vertrat damit sein Heimatland beim Eurovision Song Contest 2016 in Stockholm. Allerdings konnte er sich nicht für das Finale qualifizieren. 2021 nahm er erneut am Eesti Laul teil. Mit seinem Lied Magus melanhoolia erreichte er den dritten Platz im Finale.
Pootsmann steht bei Universal Music Group unter Vertrag.

## Diskografie

### Alben
- 2016: Täna
- 2022: Suveööde unetus

### EPs
- 2015: Jüri Pootsmann

### Singles (Auswahl)
- 2015: Torm
- 2016: Play
- 2016: I Remember U (Cartoon feat. Jüri Pootsmann) Video